# Heinz Ulzheimer
Heinz Ulzheimer, född 27 december 1925 i Höchst i Frankfurt am Main, död 18 december 2016 i Bad Sooden-Allendorf i Hessen, var en tysk friidrottare.
Ulzheimer blev olympisk bronsmedaljör på 800 meter vid sommarspelen 1952 i Helsingfors.